# Western Province, Papua Nya Guinea
Western Province är en provins i Papua Nya Guinea. Den gränsar till den indonesiska provinsen Papua. Provinshuvudstaden är Daru på ön med samma namn. Den största staden i provinsen är Tabubil.

## Administrativ indelning
Provinsen är indelad i tre distrikt.
- North Fly
- Middle Fly
- South Fly